# Evil Dead Trap
Evil Dead Trap is een Japanse horrorfilm uit 1988 van Toshiharu Ikeda. De originele Japanse titel is Shiryô no Wana (死霊の罠).

## Verhaal
Tv-presentatrice Nami vraagt haar kijkers zelfgemaakte video's in te sturen. Van een van de kijkers ontvangt ze een snuff-film die gefilmd is op een verlaten terrein niet ver van het tv-station. Niet zeker wetende of het een grap is roept Nami een filmgroep bijeen om onderzoek te doen naar de herkomst van het filmpje. Op het terrein ontmoet ze een vreemde man die zegt op zoek te zijn naar zijn broer. Hij waarschuwt haar dat het er gevaarlijk is. Nami en haar vrienden worden al snel opgejaagd door een onbekend figuur, wat leidt tot vele slachtoffers. Nami ontdekt uiteindelijk dat de moorden worden gepleegd door Hideki, een klein foetus-achtig mannetje, die verbonden is met zijn tweelingbroer, die op zijn beurt weer weinig van de moorden lijkt af te weten.

## Productie
De special effects werden gecreëerd door Shin'ichi Wakasa, die later monsterkostuums zou maken voor verschillende Godzilla films. De filmmuziek werd gemaakt door Tomohiko Kira, die daarna voor slechts vier andere films muziek maakte. Het vervolg op Evil Dead Trap, Evil Dead Trap 2, kwam uit in 1991 en werd geregisseerd door Izô Hashimoto. In 1993 kwam Ikeda zelf met het derde deel uit de reeks, genaamd Evil Dead Trap 3: Broken Love Killer.
Hitomi Kobayashi, die een bijrol heeft als 'Rei Sugiura', was een ster voor Japan Home Video onder hun 'adult' label Alice Japan. Japan Home Video financierde de film in de hoop dat Kobayashi een grote rol zou krijgen. Regisseur Ikeda was echter niet zeker van Kobayashi's acteertalent en plaatste daarom Miyuki Ono in de hoofdrol.

## Rolverdeling
| Acteur           | Personage     |
| ---------------- | ------------- |
| Miyuki Ono       | Nami Tsuchiya |
| Aya Katsuragi    | Masako Abe    |
| Hitomi Kobayashi | Rei Sugiura   |
| Eriko Nakagawa   | Rie Kawamura  |
| Masahiko Abe     | Akio Kondô    |

## Release
De film ging op 14 mei 1988 in première in Japan. Op 25 september 1988 werd de film in Japan uitgebracht op VHS en op 23 juni 2000 op DVD. Een DVD versie met Engelse ondertiteling, uitgegeven onder de naam Evil Dead Trap, kwam uit op 7 november 2000.